# Piet Allegaert
Piet Allegaert (Moorslede, Flandes Occidental, 20 de gener de 1995) és un ciclista belga, professional des del 2017. Actualment corre al Cofidis.

## Palmarès
- 2016
  - Vencedor d'una etapa al Tour de Moselle
- 2019
  - 1r a l'Eurométropole Tour